# Onthophagus accedens
Onthophagus accedens là một loài bọ cánh cứng trong họ Bọ hung (Scarabaeidae).